# Micropleura renifolia
Micropleura renifolia är en flockblommig växtart som beskrevs av Mariano Lagasca y Segura. Micropleura renifolia ingår i släktet Micropleura och familjen flockblommiga växter. Inga underarter finns listade i Catalogue of Life.